# M101 105mm榴弾砲
M101 105mm榴弾砲（M101 105ミリりゅうだんほう、M101 105mm Howitzer）またはM2A1 105mm榴弾砲は、アメリカ陸軍などが使用した榴弾砲である。

## 概要
アメリカ陸軍兵器部は、第一次世界大戦中に採用されたフランス製M1897 75mm野砲の後継として大戦中に鹵獲したドイツ軍の105mm榴弾砲を参考に新型榴弾砲の開発を行い、1920年頃に何種類かの試作モデルを開発し、評価試験の結果優秀だったものが1927年にM1 105mm榴弾砲として制式化された。アメリカ陸軍はM1987野砲を完全に更新する事を計画していたが、予算の問題などにより棚上げとなり1929年に一旦計画中止となった。
1932年にM1榴弾砲の改良型が開発された。これは分離装薬だったものを半固定装薬に変更したもので、砲の尾栓が変更されていた。このモデルがM2 105mm榴弾砲（M1砲架型）として制式化された。この後、馬により牽引する設計だったM1砲架を自動車による牽引が可能になるようタイヤ部分を改良したものが1940年2月にM2砲架として制式化され、さらにM2榴弾砲本体の砲尾環を改良したモデルが同年3月にM2A1 105mm榴弾砲として制式化、このM2A1榴弾砲をM2砲架に搭載したものが第二次世界大戦に向けて大量生産された。M2砲架はこの後、ブレーキを簡略化したM2A1砲架、砲の防弾板を変更したM2A2砲架に改良された。
M2A1榴弾砲は1941年にアメリカ軍に採用され、陸軍と海兵隊の師団砲兵に配備されて第二次世界大戦や朝鮮戦争で使用された。
1962年にアメリカ陸軍の型式指定方法が変更され、M2A1砲架型のM2A1榴弾砲がM101 105mm榴弾砲、M2A2砲架型のM2A1榴弾砲がM101A1 105mm榴弾砲、として制式指定変更された。
M101榴弾砲はベトナム戦争でも使用されたが、この戦争の途中、1966年から、より軽量で安価な新型M102 105mm榴弾砲への更新が始まった。しかしM101榴弾砲の扱いに熟練していた砲兵部隊は戦争中の更新をなかなか受け入れず、ベトナム戦争が終結するまで更新は完了しなかった。
M101（M2A1）は大戦中から大戦後にかけて連合国や西側陣営の国に多数が売却ないし供与された。

## 陸上自衛隊での運用
陸上自衛隊においては米軍供与品105mm榴弾砲M2A1として155mm榴弾砲M1と共に野戦特科部隊に配備された。なお、この際、日本人の体格にあわせて改修され、58式105mm榴弾砲として、少量が国内生産されている。第1空挺団空挺特科大隊では120mm迫撃砲 RTに、それ以外の野戦特科部隊では北海道の部隊は75式自走155mmりゅう弾砲に、本州の部隊はFH70に更新されて退役した。しかし、現在でも関東補給処において少数を礼砲および演奏（序曲1812年）用に保有している。

## 運用国

### 現用
- ボリビア - 2024年時点で、ボリビア陸軍が25門のM101A1を保有[4]。
- コロンビア - 2024年時点で、コロンビア陸軍が85門のM101を保有[5]。
- ドミニカ共和国 - 2024年時点で、ドミニカ共和国陸軍が4門のM101を保有[6]。
- エクアドル - 2024年時点で、エクアドル陸軍が36門のM101、24門のM2A2を保有[7]。
- レバノン - 2024年時点で、レバノン陸軍が13門のM101A1を保有[8]。
- リトアニア - 2024年時点で、リトアニア陸軍が18門のM101を保有[9]。
- マダガスカル - 2023年時点で、マダガスカル陸軍が5門のM101を保有[10]。
- モロッコ - 2024年時点で、モロッコ陸軍が20門のM101を保有[11]。
- パラグアイ - 2024年時点で、パラグアイ陸軍が19門のM101を保有[12]。
- ウルグアイ - 2024年時点で、ウルグアイ陸軍が28門のM101A1を保有[13]。

### その他
カナダ陸軍ではC1榴弾砲として採用し、砲身を延長して射程を延伸させた改良型のC3榴弾砲が新たに使用されている。また、ユーゴスラビアで使用していたM101の内、50基ほどをクロアチアが保有しており、国産化したM56も100基ほど保有しているとされている。このほかにも、韓国などでM101の砲身延長などを行った改良型が製造されている。

## 派生型

### 自走砲型
M2A1榴弾砲をM3ハーフトラックの車体上に搭載したT19 HMC 105mm自走榴弾砲が1941年の終わり頃に開発され、1942年1月から4月にかけて324両が量産された。T19自走砲はあくまでも暫定的なものという位置づけで、引き続いて、M2A1榴弾砲をM3中戦車の車体上に搭載したM7 105mm自走榴弾砲が1942年4月より量産された。M7は3,489両が生産され、更に車体をM4A3中戦車のものに変更したM7B1 105mm自走榴弾砲が826両生産された。これらの自走砲は北アフリカ戦線、イタリア戦線、西部戦線で使用され、M7自走砲は戦後も朝鮮戦争や中東戦争などで実戦投入された。

### M3 105mm榴弾砲
M2A1榴弾砲の砲身を短縮した物をM1 75mm榴弾砲の駐退復座機とM3砲架に搭載して製作されたもので、M2A1と同等の性能を持つ軽量版という位置付けで空挺部隊や歩兵部隊に配備された。

### M4 105mm榴弾砲 (戦車砲型)
M2A1 105㎜榴弾砲をベースに開発された戦車砲であり、M4中戦車に搭載するため1942年の初め頃に計画された。当初はM2A1がM4中戦車のバリエーションの１つであったM4A4の砲塔にT70砲架を介して搭載され、1942年11月には本砲を搭載した試作車M4A4E1が完成している。しかし、搭載されたM2A1の鎖栓器は、M4中戦車の砲塔に対して過大であり、砲弾の装填に難があることが発覚した。加えてそれまで搭載されていた75㎜戦車砲M3よりも重量が増えているためバランスが悪く、地面の傾斜が30％を超えると仰俯角用の安定装置が機能しなくなった。これらの問題からM2A1の改良計画が改めて立てられ、改良後のM2A1はT8とよばれた。このT8の制式化時期ははっきりしていないが、1943年8月頃にT8を搭載したM4中戦車がM4E5としてアバディーン試験場で射撃試験を行っており、その後でフォートノックスにて機甲局による試験に供されている。少なくとも最初の試作車は同年2月に完成していたとされる。T8は105㎜榴弾砲M4として制式化された後、1944年の2月から1945年6月にかけて本砲を搭載したM4中戦車が計4,680両生産されている。M4榴弾砲を搭載したM4中戦車の量産型は、空冷星形ガソリンエンジンで後期仕様ラージハッチ車体のM4(105)、これをHVSSサスペンションに改修したM4(105)HVSS、V型8気筒ガソリンエンジンのM4A3(105)、これをHVSSサスペンションに改修したM4A3(105)HVSSが存在している。
使用弾はM1榴弾(弾丸重量15kg、全備重量19.1kg)/曳光成形炸薬榴弾M67(弾丸重量13.3kg、全備重量16.7ｋｇ)/白燐発煙弾M84(弾丸重量15.6kg、全備重量19.9kg)/発煙弾M84(弾丸重量14.9kg、全備重量19kg)
砲口初速はM1を使用した場合は472.4m/s程度であり、最大射程は11.2kmであった。また対戦車用であるM67の場合の砲口初速は381m/sとなり、距離にかかわらず約102㎜の垂直装甲板を貫通できた。
また、M4榴弾砲をM26パーシングに搭載したM45突撃戦車（試作時の名称はT26E2）が1945年7月に185両生産され、朝鮮戦争で使用された。

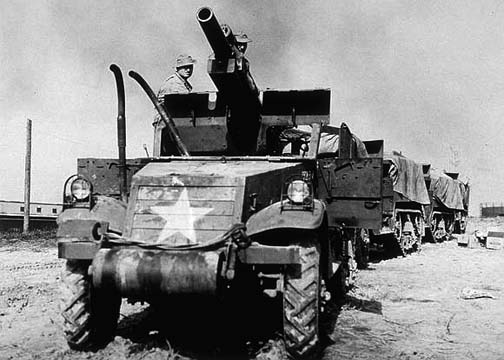
T19 105mm自走榴弾砲
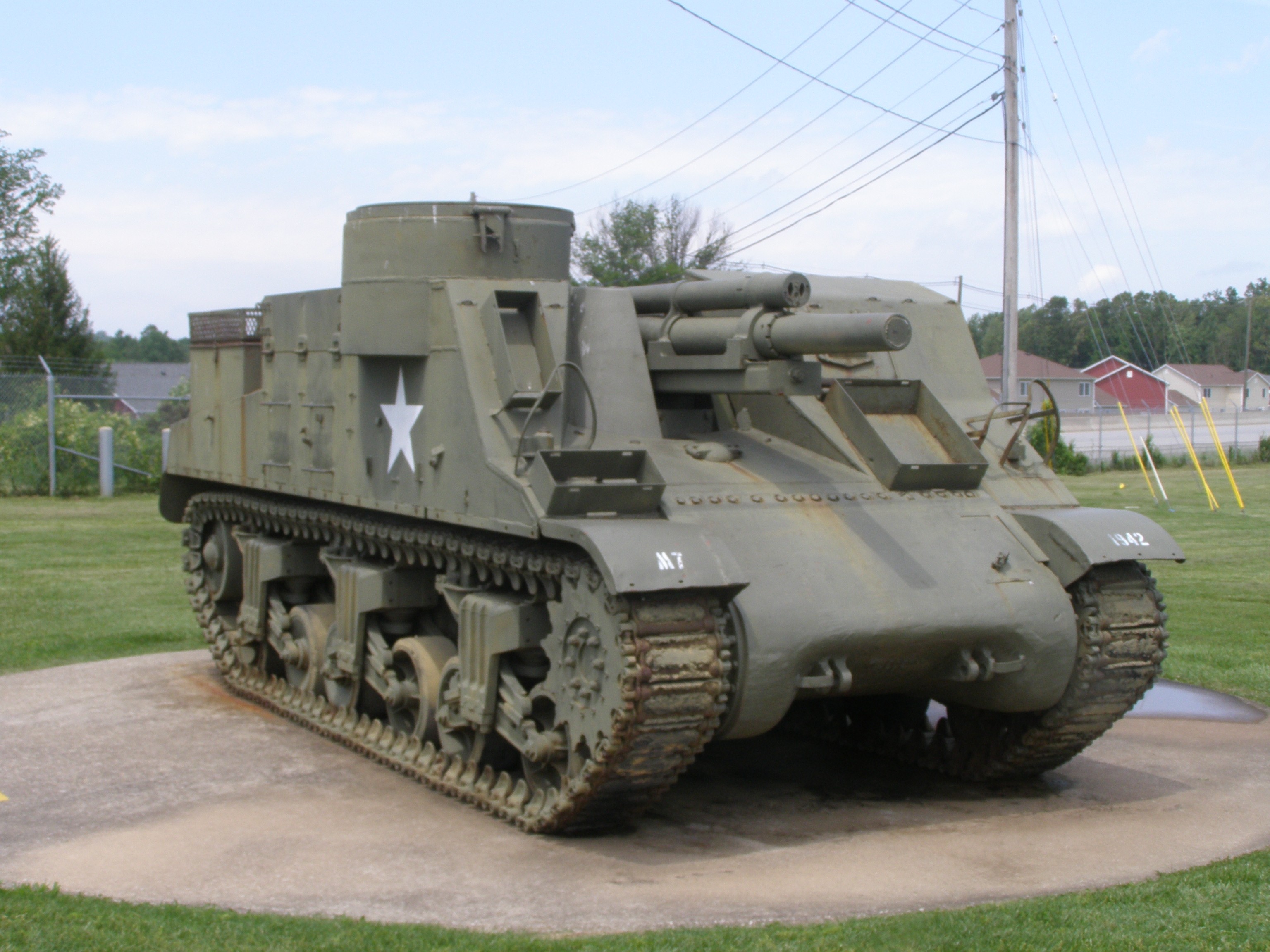
M7B1 105mm自走榴弾砲
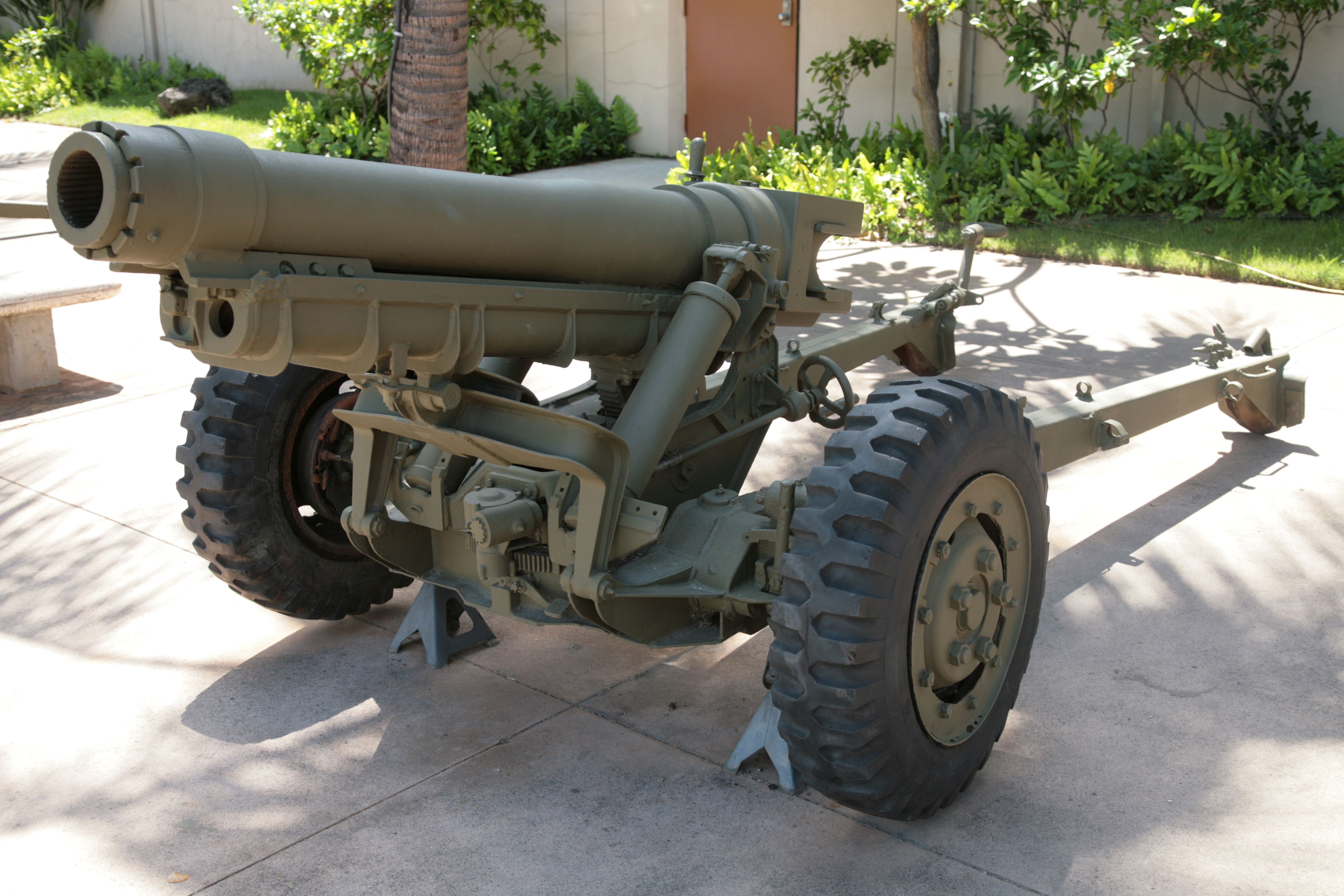
M3 105mm榴弾砲
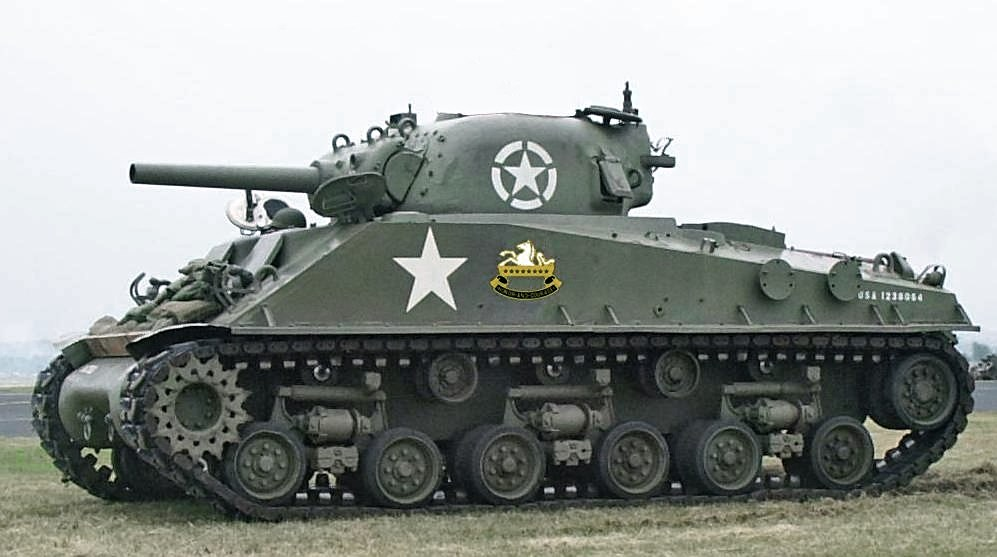
M4(105)HVSS

## ギャラリー

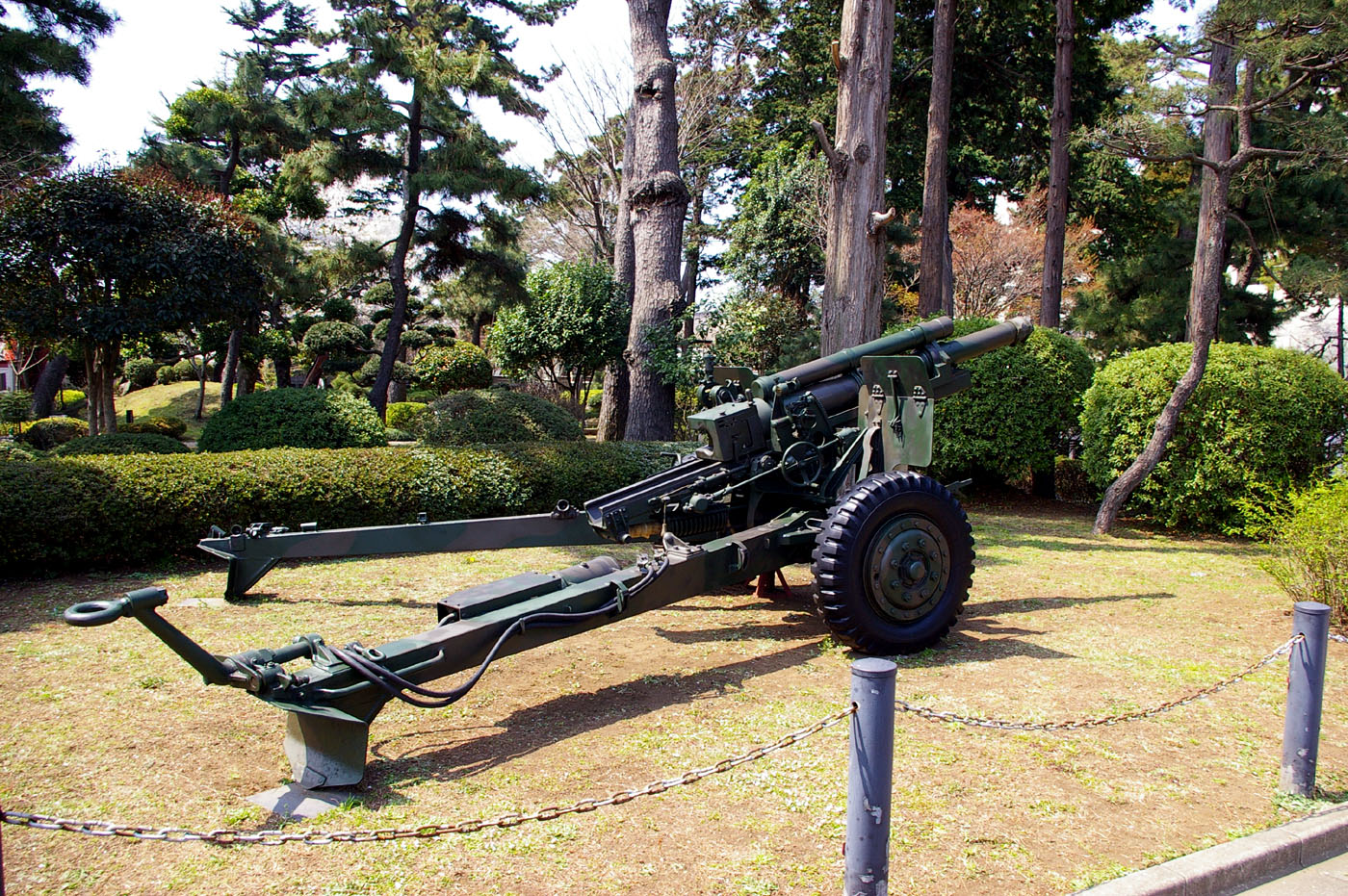
陸上自衛隊58式105mm榴弾砲
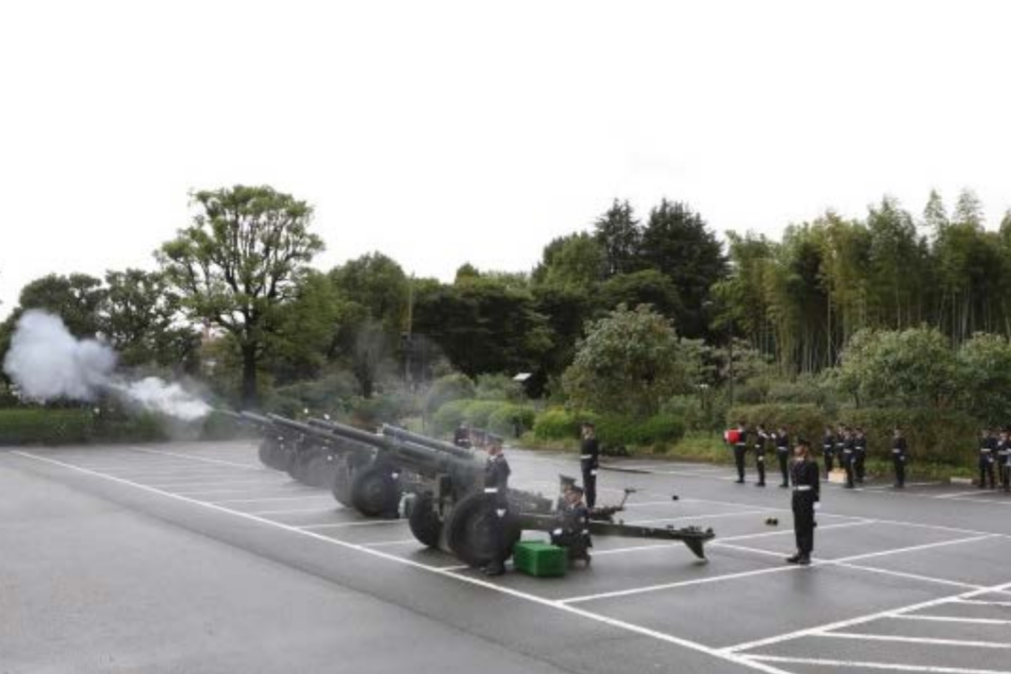
礼砲として陸上自衛隊で用いられるM101
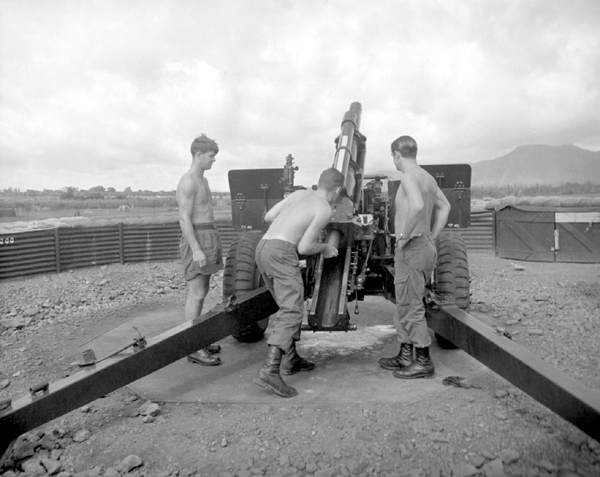
ベトナム戦争で砲撃を行う、ニュージーランド軍のM101
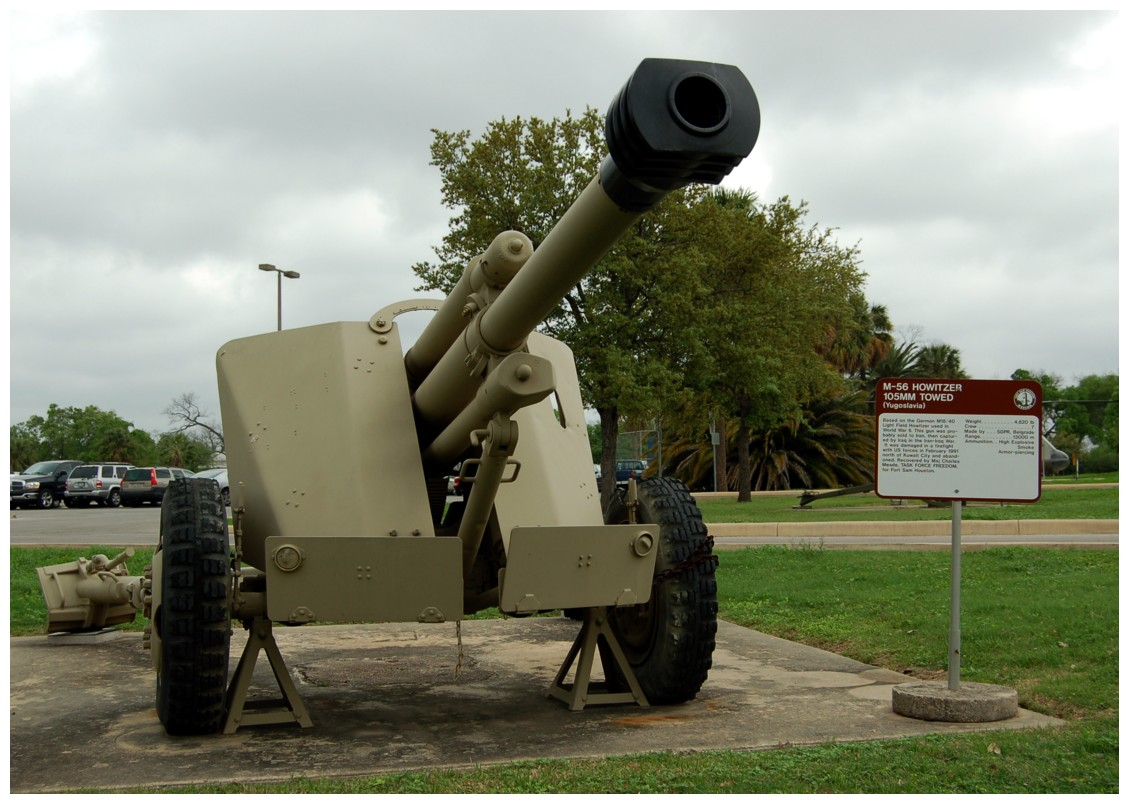
ユーゴスラビア製のM56。砲口にマズルブレーキが装着されており、防盾の形状も異なる
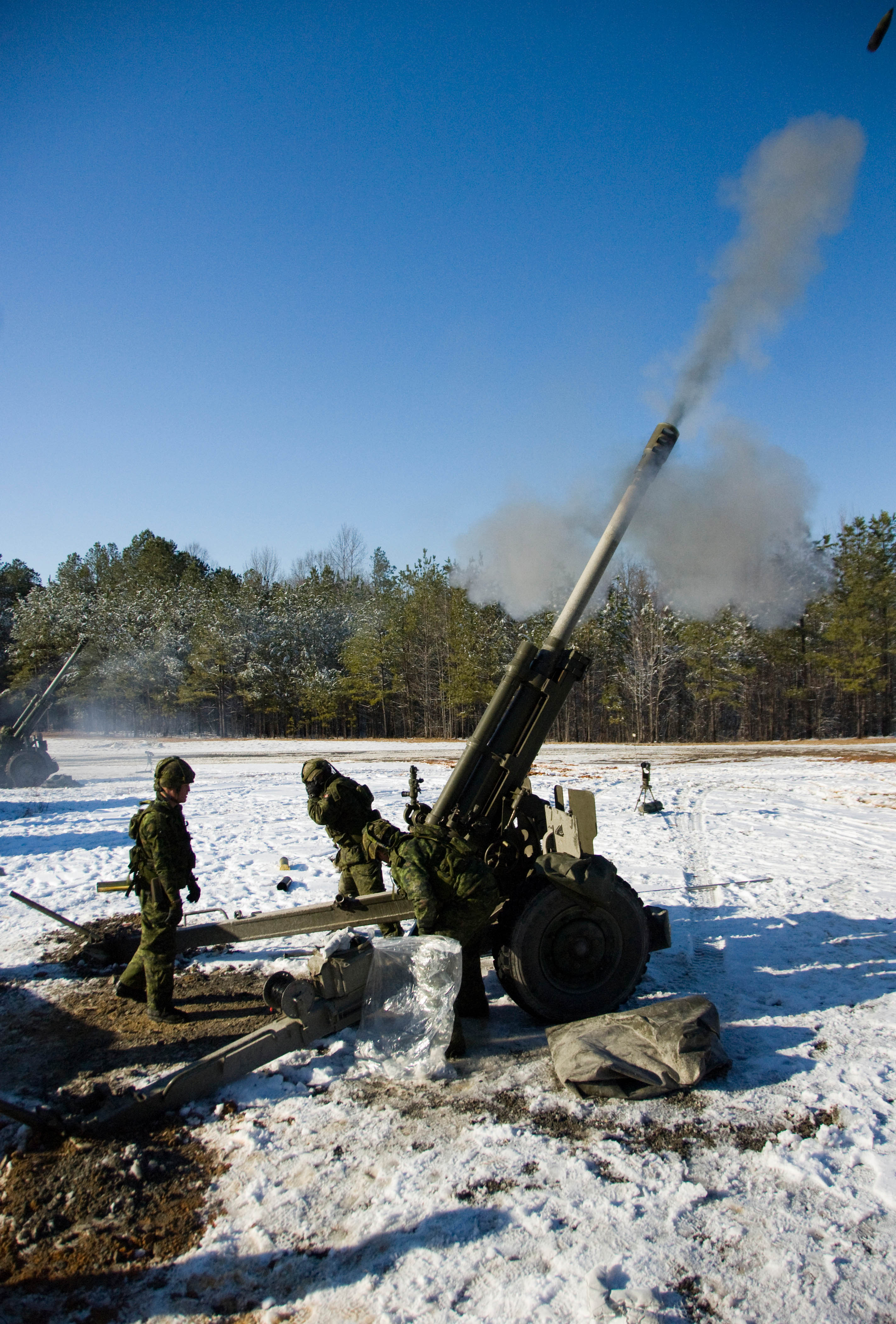
カナダ製のC3。砲身を延長しマズルブレーキを追加した

## 登場作品

### 映画
『地球防衛軍』
防衛隊によるミステリアンドーム攻撃で使用される。
『父親たちの星条旗』
アメリカ海兵隊が使用する。
『ワンス・アンド・フォーエバー』
アメリカ軍の支援砲撃シーンで一瞬だけ登場し、4門のM101が一回ずつ発砲する。

### 漫画
『バトルオーバー北海道』（小林源文）
自衛隊が北海道に上陸しようとするソ連軍への水際防御に使用するほか、最終盤に礼砲として発射する。
『レイド・オン・トーキョー』（小林源文）
警視庁を占領したソ連軍に対し、皇居前広場に展開した自衛隊が使用する。

### ゲーム
『WarRock』
特定のマップにオブジェクトとして登場する。アイテム課金装備の双眼鏡を買えば使用可能になる。兵器ではないため、破壊・移動・乗車することができない。偵察兵のみ、観測班のように6番スロットで双眼鏡をのぞき、目標を左クリックして砲撃をする。砲撃後に装填があるため、装填中はプレイヤー全員が射撃支援要請ができなくなる。
『マーセナリーズ2 ワールド イン フレームス』
革命家、チェ・ゲバラのフルネームをもじった「エルチェ」という名称で登場する。ベネズエラ軍（ソラーノ軍）とP.L.A.Vが使用する。